# 福原城
福原城（ふくはらじょう）は、栃木県大田原市福原にあった日本の城。別名を北岡城、福原北岡館。
南側の低丘陵には福原要害城があり、こちらを福原城とする資料もある。

## 概要
鎌倉時代初期に、福原之隆によって築かれて以来、約300年に渡り那須氏の居城として使われ、上下那須家分裂後は、上那須家の居城として使われた。
1514年（永正11年）の上那須家滅亡後は、佐久山城と共に、実質福原氏の居城的な役割を担っていたと思われる。
1610年（慶長15年）には、那須資景が那須藩を立て、城の一角に福原陣屋を築く。
1681年（天和元年）に、三代藩主那須資弥の時、烏山に転封となり廃城。
現在、城跡は大半が農地となっており、目立った遺構はない。